# Parc de la Paix (Liège)
Le parc de la Paix appelé aussi  parc international de la Paix est un parc de la ville de Liège (Belgique) situé dans le quartier administratif de Sainte-Walburge.

## Situation
Le parc est situé entre quatre rues : la rue de Campine, la Montagne Sainte-Walburge, le Thier Savary et la rue Jean Haust. Il possède un ou plusieurs accès au départ de chacune de ces quatre rues. La partie basse du parc se situe au carrefour de la rue Fond-Pirette avec le Thier Savary et la rue Jean Haust. L'altitude minimale y est de 110 m tandis que l'altitude maximale atteint 165 m près du rond-point de la rue de Campine. Il se situe à environ 1 000 m au nord de la place Saint-Lambert et procure de beaux points de vue sur le centre de la ville.

## Histoire
Au début des années 1980, l'endroit, propriété de la Ville de Liège est un ancien champ de détritus. Un projet immobilier est à l'étude mais n'aboutit pas. À l'initiative de l'échevine Brigitte Ernst de la Graete, la ville décide de créer le parc de la Paix en aménageant ce site par le nettoyage de la zone puis la plantation de nombreux arbres, originaires de plusieurs pays. L'inauguration a lieu en 1988.

## Festival Oh la vache
Le premier samedi de juin, le parc est le lieu de concerts gratuits dans le cadre de la fête annuelle du quartier « fond Pirette ».

## Description
Ce parc d'une superficie approximative de 6,5 hectares est constitué de milieux ouverts arborés, de praires à fauche tardive et d'une zone plus boisée située dans la partie sud et est. Le parc peut être parcouru en suivant divers chemins, sentiers ou escaliers.  Une plaine de jeux, une aire de barbecue, un terrain de mini-foot, une table de ping-pong et des terrains de pétanque ont été aménagés dans ce parc. 
Le parc, ouvert en permanence, est reconnu comme site de grand intérêt biologique. Il présente un aspect sauvage assez remarquable et accueille une belle diversité végétale. La faune est aussi bien représentée, entre autres, par l'alyte accoucheur, petit crapaud dont l'espèce est menacée.

## Article annexe
- Liste des parcs de Liège